# Грб Панаме
Грб Панаме је званични хералдички симбол северноамеричке државе Републике Панаме. Грб је првобитно усвојен провизионално, а коначно законом којим је усвојена и панамска застава.

## Опис грба
Централни део штита је приказ Панамске превлаке. Горњи део штита је подељен на два дела, где хералдички десни садржи приказ мача и пушке на белој подлози (што треба да симболише одрицање од насилних метода и грађанских ратова) хералдички леви лопату и мотику на црвеном пољу (симбол рада).
Доњи део штита такође је подељен на два дела. Хералдички десни садржи приказ рога изобиља на плавом пољу, а хералдички леви точак са крилима на сребрној подлози (симбол напретка).
Изнад штита је орао у полету који у кљуну држи траку са мотом Панаме: Pro Mundi Beneficio. Изнад орла је девет златних звезда, симбола девет провинција на које је подељена Панама. Као параферналије грба јављају се по две заставе Панаме, неразвијене, на јарболима, са сваке стране штита.

## Грб Панаме кроз историју
|                                     |                  |                        |                         |                         |
| Санта Марија ла Антигва дел Даријен | Велика Колумбија | Република Нова Гранада | Федерална Држава Панама | Федерална Држава Панама |
| 1510                                | 1821 - 1830      | 1830 - 1858            | 1858 - 1863             | 1863 - 1886             |